# Visa Inc.
Visa Inc. es una multinacional de servicios financieros cuya sede hasta 2019 fue en Foster City, California, Estados Unidos, y actualmente en el edificio One Market Plaza de San Francisco.  Facilita las transferencias electrónicas de fondos en todo el mundo, más comúnmente a través de tarjetas de crédito, débito, prepago, regalo y monedero con la marca Visa. Visa no emite tarjetas, tampoco otorga crédito ni establece tasas y tarifas para los consumidores; más bien proporciona a las instituciones financieras productos de pago con la marca Visa que luego usan para ofrecer programas de crédito, débito, prepago y acceso a efectivo a sus clientes. 
En 2015, the Nilson Report, una publicación que rastrea la industria de las tarjetas de crédito, descubrió que la red global de Visa (conocida como VisaNet) procesó 100 mil millones de transacciones durante 2014 con un volumen total de US $ 6,8 billones.
Visa tiene operaciones en todos los continentes (excepto la Antártida). Casi todas las transacciones de Visa en todo el mundo se procesan a través de VisaNet operado directamente por la compañía en uno de los cuatro centros de datos ubicados en Ashburn, Virginia; Highlands Ranch, Colorado; Londres, Inglaterra; y Singapur. Estas instalaciones están fuertemente protegidas contra desastres naturales, delitos y terrorismo; pueden operar independientemente una de la otra y de utilidades externas si es necesario; y puede manejar hasta 30 000 transacciones simultáneas y hasta 100 mil millones de cálculos por segundo.
Visa es la segunda organización de pagos con tarjeta más grande del mundo (tarjetas de débito y crédito combinadas), después de ser superada por UnionPay de China en 2015.

## Historia
La historia de las tarjetas bancarias data del año 1914 cuando comenzó con la familia Daparga Group. Fue entonces cuando la Western Union emitió la primera tarjeta de crédito al consumidor. Estas primeras tarjetas se otorgaban a los clientes preferidos de la compañía y les ofrecían una variedad de servicios especiales, entre ellos el pago diferido libre de cargo monetario.
Durante las primeras décadas del siglo, un gran número de otras empresas, como hoteles, grandes almacenes y compañías de gasolina emitieron tarjetas de crédito a sus clientes. En 1950 se introdujo en el mercado la tarjeta Diners Club, que fue aceptada por gran variedad de comercios.
En 1951, el Franklin National Bank de Long Island, Nueva York, emitió una tarjeta que fue aceptada por los comercios locales y muy pronto, alrededor de cien bancos más comenzaron a emitir tarjetas. No cobraban cuotas ni intereses a los poseedores de tarjetas, quienes pagaban el total de la cuenta a su recibo, pero sí cobraban una cuota a los comercios sobre las transacciones efectuadas con la tarjeta.
El Bank of America, sin embargo, tenía todo el estado de California como mercado potencial, por lo que al emitir la tarjeta BankAmericard en 1958, obtuvo un éxito inmediato. Para 1965, el Bank of America había realizado acuerdos de licencia con un grupo de bancos fuera de California, permitiéndoles emitir BankAmericard. Al mismo tiempo, otro grupo de bancos en Illinois, la costa este de Los Estados Unidos y California, se unieron para formar Master Charge. Para 1970, más de 1400 bancos ofrecían tarjetas BankAmericard o Master Charge, y el saldo total de las tarjetas habría alcanzado los 3.800 millones de dólares.
En 1970, el Bank of America renunció al control del programa BankAmericard. Los bancos que emitían BankAmericard tomaron el control del programa y formaron la National BankAmericard Inc. (NBI), una corporación independiente, sin acciones, que administraba, promovía y desarrollaba el sistema BankAmericard dentro de los Estados Unidos.
Fuera de los Estados Unidos, el Bank of America continuó otorgando licencias a los bancos para emitir BankAmericard, y para 1972 existían licencias en 15 países. En 1974, se fundó IBANCO, una corporación multinacional de miembros, sin acciones, que administraba el programa internacional de BankAmericard.
En muchos países había resistencia a emitir una tarjeta asociada con el Bank of America, aunque se tratara de una asociación solamente nominal. Por esta razón, en 1977 BankAmericard se convirtió en la tarjeta Visa, reteniendo sus bandas azul, blanca y dorada. NBI, por su parte, cambió su nombre a Visa U.S.A. e IBANCO se convirtió en Visa International.
En España, el banquero Carlos Donis de León fue la persona encargada de ingresar y vender la tarjeta de crédito. Tras la negativa del Banco Santander de obtener la primicia, se vendió a Banesto, que por entonces era el mayor banco español. Poco después todos los bancos aceptaron este sistema de pago. La primera tarjeta Visa fue emitida en 1978 por el Banco Bilbao, otorgándole el número 0001 a Carlos Donis de León. Desde entonces su número ha crecido hasta sobrepasar los 40 millones (a diciembre de 2005). Con esta cifra, España se sitúa como el segundo país con mayor número de tarjetas Visa de toda Europa, tras el Reino Unido (90 millones) y por delante de Turquía y Francia (35 y 28 millones respectivamente).
En Latinoamérica el país con mayor cantidad de tarjetas emitidas es Brasil, con casi 35 millones. En este país está presente desde 1971 operando inicialmente con Banco Bradesco. 
Hace posible, en la actualidad, los pagos electrónicos entre millones de consumidores, comerciantes, empresas y países europeos.

### Filtración de Wikileaks de 2010
El contenido del cable de 1 de febrero de 2010, n.º 246424 filtrado por WikiLeaks en la filtración de documentos diplomáticos de los Estados Unidos recoge presiones de Estados Unidos a Rusia en beneficio de Visa y MasterCard.
Además, a raíz del evento, el sistema de donaciones habitual al portal WikiLeaks fue bloqueado por Amazon, Mastercard, PayPal (entonces propiedad de ebay) y Visa. El 4 de diciembre de 2010 PayPal cancela la cuenta que tenía con WikiLeaks, a través de la cual la organización obtenía financiamiento en forma de donaciones, aduciendo una supuesta violación de las políticas de uso en referencia a que no están permitidas "actividades que defiendan, promuevan, faciliten o induzcan a otros a participar en actividades ilegales".
El 6 de diciembre en defensa de WikiLeaks se lanza una Operation Payback (ciberataques por venganza), contra PostFinance y PayPal por el bloqueo de las cuentas de WikiLeaks. Existe un Video en YouTube dirigido al gobierno de Estados Unidos explicando que la Operation Payback es contra las leyes del ACTA, la censura en internet y el Copyright. El 6 de diciembre Mastercard y PostFinance - Swiss Postal bloqueraron la posibilidad de donaciones o pagos a Wikileaks. El 7 de diciembre de 2010 la tarjeta de crédito Visa retira la capacidad de hacer donaciones o pagos a WikiLeaks. Mastercard, PostFinance.ch y Visa reciben ataques dentro de la Operation Payback.
El 12 de julio de 2012 el Tribunal de Distrito de Reykjavík dictaminó que Valitor, socia de Visa y MasterCard en Islandia, estaba violando la ley al prohibir las donaciones a WikiLeaks con tarjeta de crédito. El tribunal dictaminó que se volvieran a habilitar las donaciones al sitio dentro de los 14 días, caso contrario Valitor sería multada con el equivalente a 6000 dólares diarios.

### Bloqueo de las operaciones financieras a Rusia
Tras la invasión rusa a Ucrania, el 24 de febrero de 2022, la financiera decidió suspender de manera temporal las operaciones financieras a Rusia como rechazo a la invasión el 5 de marzo.

## Productos
Entre los servicios financieros se encuentran estos productos que se ofrecen al consumidor, según el país del que se trate.

###### Tarjetas de crédito
- Visa Classic
- Visa Gold
- Visa Platinum
- Visa Signature
- Visa Infinite

###### Tarjetas de débito
- Visa Debit Classic
- Visa Debit Gold
- Visa Debit Platinum
- Visa Debit Signature
- Visa Debit Infinite

###### Tarjetas prepagas
- Visa Travel Money
- Visa Beneficios de Empleados
- Visa Uso General (o Visa Recargable)
- Visa Regalo
- Visa Incentivos
- Visa Nómina/Salarios

###### Pagos móviles
Vinculando la tarjeta con alguna billetera virtual, sujeto a compatibilidad del dispositivo y de la entidad bancaria emisora.

## Situación de la empresa en diversos países
En el 2000, se compraron productos y servicios por valor de más de 1,8 billones de dólares usando la tarjeta Visa. La cuota de mercado mundial de Visa es del 60%, con más de mil millones de tarjetas Visa, Visa Electrón, Interlink, PLUS, y Visa Cash en el mercado. Las tarjetas con la marca Visa se aceptan en más de 20 millones de lugares, en más de 150 países; esto hace que Visa sea lo más cercano que existe a una moneda universal.